# 209089 Csepevaleria
209089 Csepevaleria este o planetă minoră (asteroid) din centura de asteroizi. A fost descoperită pe 18 septembrie 2003 la Piszkéstetői Obszervatórium⁠(d) de Krisztián Sárneczky⁠(d). 
Obiectul prezintă o orbită caracterizată de o semiaxă mare de 2,3675555616913 UAi, o excentricitate de 0,065813216784705, o înclinație de 6,4990333983409 ° în raport cu ecliptica.